# Malé Předměstí
Malé Předměstí je část města Horšovský Týn v okrese Domažlice v Plzeňském kraji. Nachází se na jihu Horšovského Týna. Je zde evidováno 321 adres. V roce 2011 zde trvale žilo 1 981 obyvatel.
Malé Předměstí leží v katastrálním území Horšovský Týn o výměře 19,77 km².

## Obyvatelstvo
| Rok            | 1869 | 1880 | 1890 | 1900 | 1910 | 1921 | 1930 | 1950 | 1961 | 1970 | 1980  | 1991  | 2001  | 2011  | 2021  |
| -------------- | ---- | ---- | ---- | ---- | ---- | ---- | ---- | ---- | ---- | ---- | ----- | ----- | ----- | ----- | ----- |
| Počet obyvatel | 0    | 0    | 0    | 139  | 144  | 0    | 301  | 0    | 0    | 996  | 2 153 | 2 259 | 2 118 | 1 981 | 1 936 |
| Počet domů     | 0    | 0    | 0    | 25   | 23   | 24   | 58   | 0    | 0    | 116  | 205   | 218   | 238   | 255   | 273   |

## Obecní správa
Při sčítání lidu v letech 1900–1920 Malé Předměstí bylo osadou města Horšovský Týn ve stejnojmenném okrese. V následujícím období byla osada úředně zrušena a jako část města Horšovský Týn byla obnovena 1. března 1980 v okrese Domažlice.

## Další fotografie

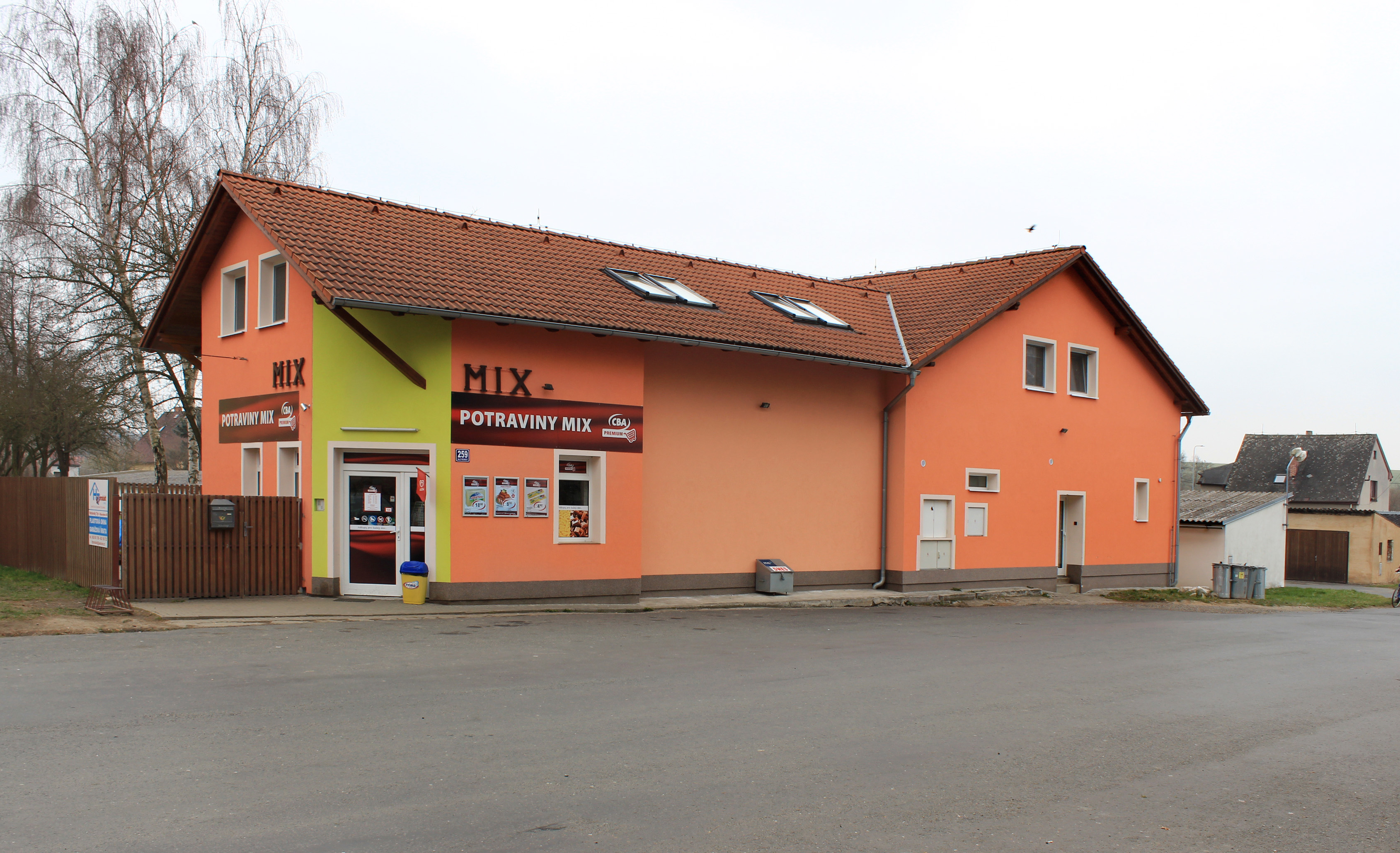
Obchod v ulici II. pětiletky
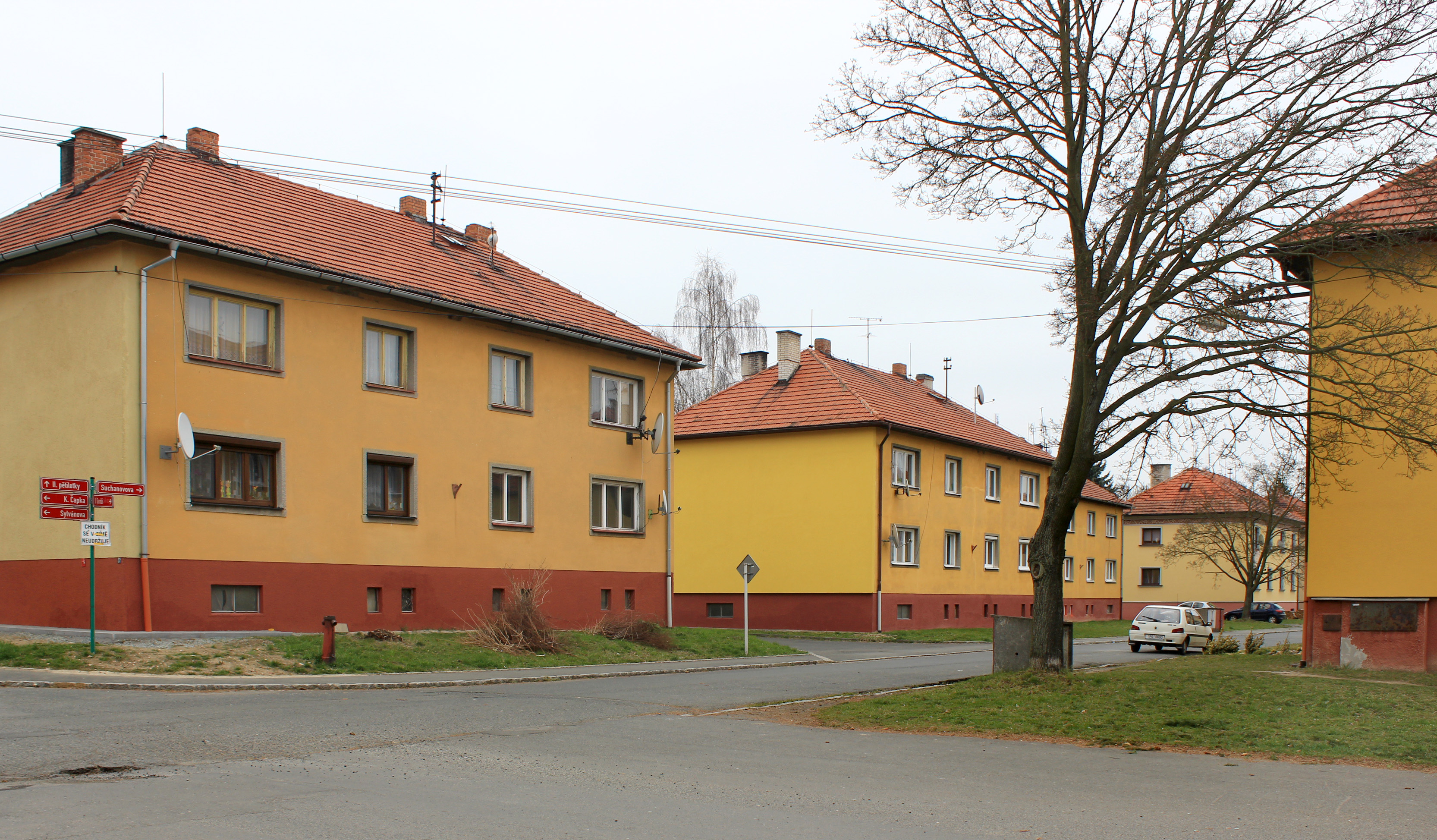
Starší sídliště
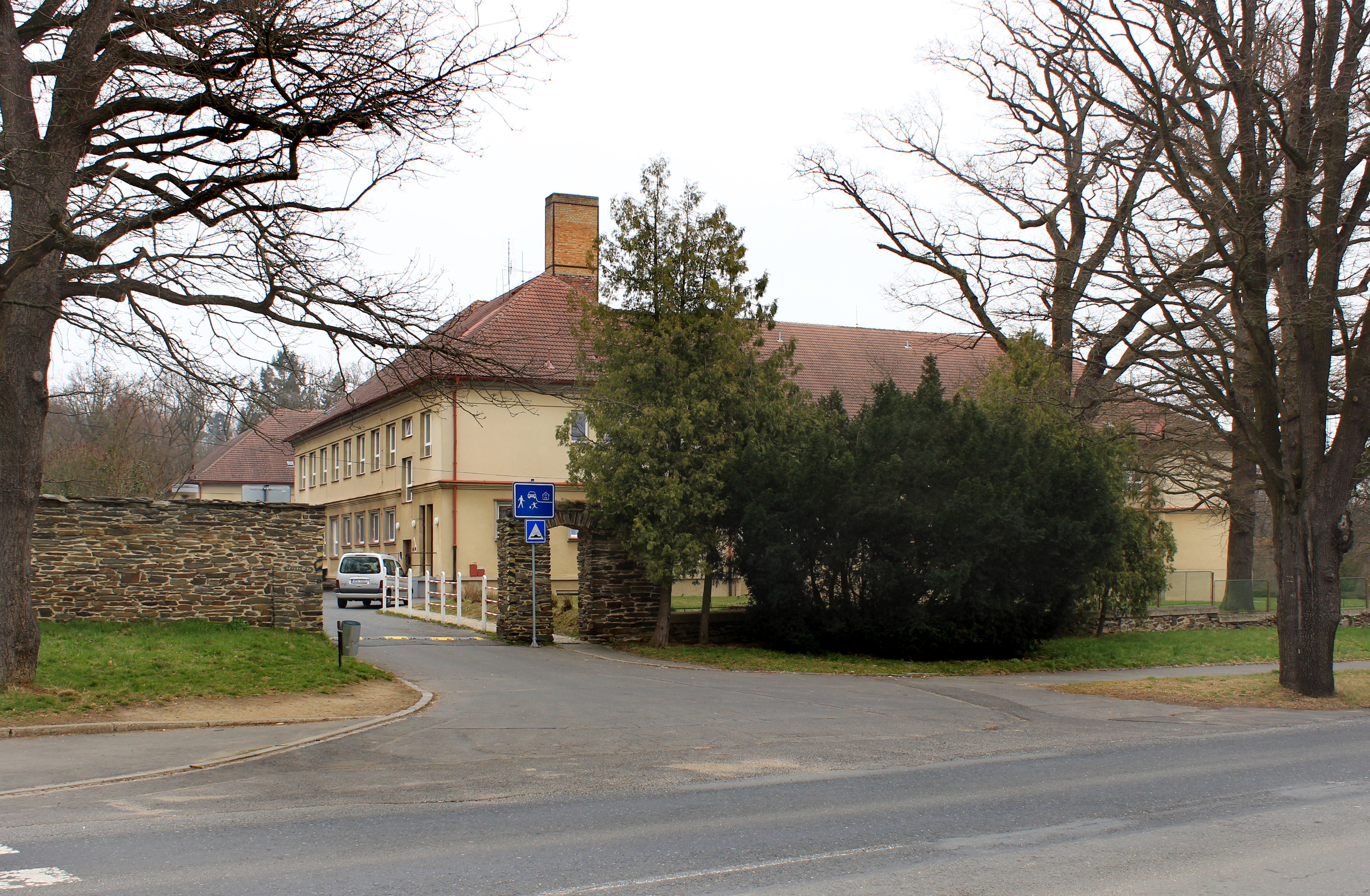
Škola u parku
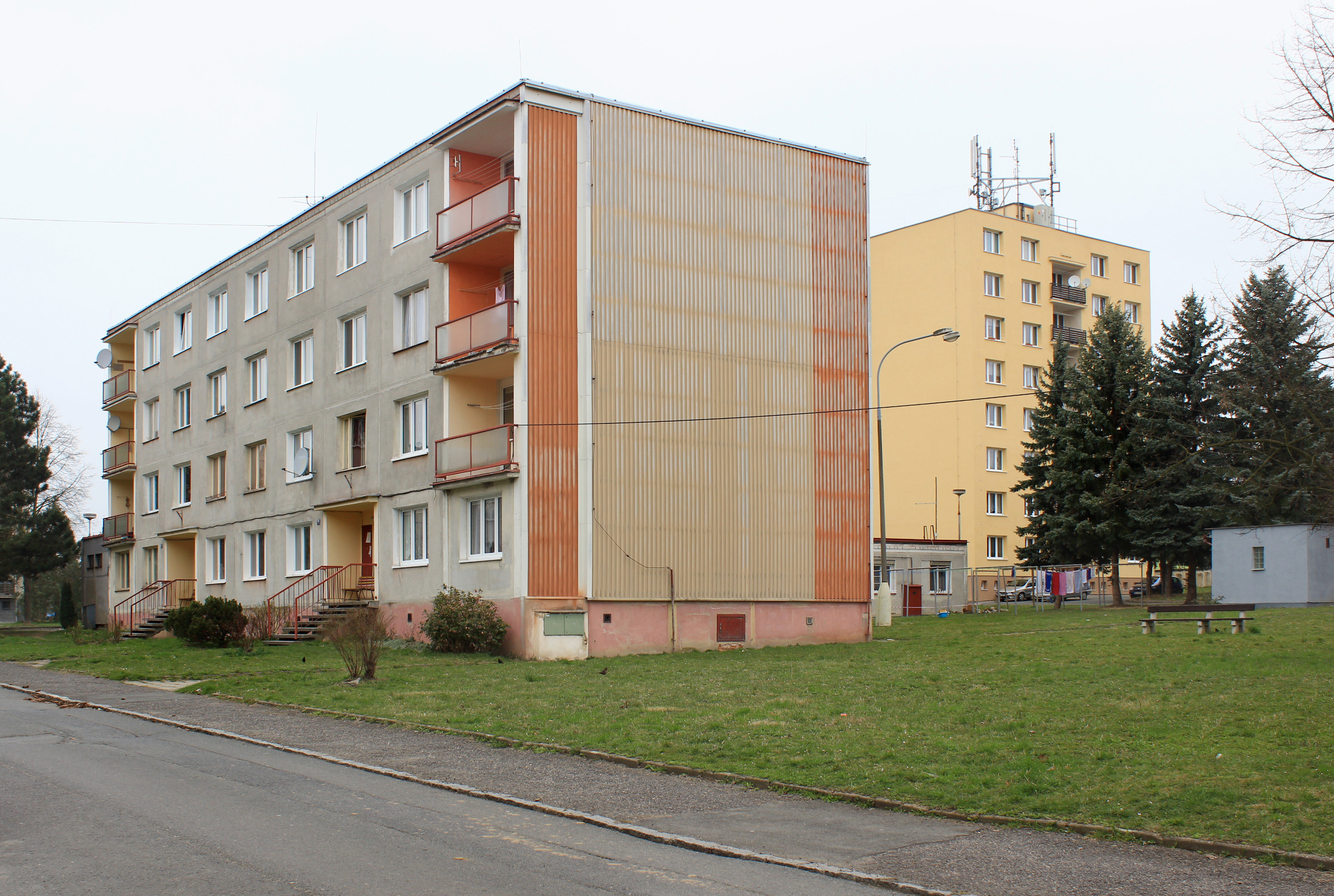
Novější sídliště